# Класически науки
Класическите науки изследват класическата античност. Те обхващат гръко-римския свят, особено езиците и литературата му, но също и философията, историята и археологията му. В Западния свят, класическите науки се считат за част от хуманитарните науки и основен елемент от общото образование.
Областта на класическите науки покрива историческия времеви период от средата на второто хилядолетие пр.н.е. до 6 век от н.е.
След застоя на Средновековието, проявата на изключителен интерес към античността сред ренесансовите мислители поставя началото на системното ѝ изучаване. На границата между 18 и 19 век класическите науки приемат форма, първоначално като класически филологии, от която през 19 век немските филолози отделят античната история. Немските учени веднага заемат безусловно водещи позиции в класическите науки до началото на 20 век. В днешно време, те са загубили лидерската си позиция в полза на англичаните, французите и американците.
Сред основоположниците на историята на класическото изкуство са Йохан Винкелман и Фридрих Волф. През 19 век се изучава предимно политическата история на Древна Гърция, като един от главните проблеми на класическите науки е въпроса за произхода на древногръцкия народ и културата му. През 20 век центърът на внимание се премества върху социалната структура на античните общества, най-вече робството. В съвременните класически науки особено важно място заема темата за полиса.